# José Arana Cruz
José Arana Cruz, apodado "Patuto", fue un jugador y entrenador de fútbol peruano.  Dirigió a varios clubes de la  Primera División del Perú y también a las selecciones de Colombia y Perú.

## Trayectoria
Como jugador ocupó la posición de mediocampista y se destacó en el equipo Atlético Chalaco, club con el que obtuvo el título de Primera División del Perú en 1930. También integró el equipo Everton de Viña del Mar de la Primera División de Chile. Tras jugar en Sporting Tabaco regresó a Chile en 1936 junto a otros futbolistas peruanos para tomar el cargo de entrenador y capitán del equipo de Everton.
Como técnico dirigió a la selección de Colombia en el torneo de fútbol de los Juegos Centroamericanos y del Caribe 1946, en donde fue campeón invicto. Dirigió a la selección del Perú en la Copa América 1947, obteniendo el quinto lugar.
A nivel de clubes dirigió a Sport Boys logrando el título con este club en el Campeonato de 1942. Luego fue técnico de Atlético Chalaco con el que ganó el torneo de 1947.

## Clubes

### Como jugador
| Club               | País  | Año       |
| ------------------ | ----- | --------- |
| Teniente Ruiz      | Perú  | 1917-1919 |
| Alianza Lima       | Perú  | 1920-1922 |
| Unión Buenos Aires | Perú  | 1923-1925 |
| Alianza Lima       | Perú  | 1926      |
| Unión Buenos Aires | Perú  | 1927      |
| Atlético Chalaco   | Perú  | 1928-1930 |
| Everton            | Chile | 1931      |
| Atlético Chalaco   | Perú  | 1932      |
| Sporting Tabaco    | Perú  | 1933      |
| Everton            | Chile | 1936      |

### Como entrenador
| Club                            | País     | Año       |
| ------------------------------- | -------- | --------- |
| Everton                         | Chile    | 1936      |
| Alianza Lima                    | Perú     | 1942      |
| Sport Boys                      | Perú     | 1942      |
| Atlético Chalaco                | Perú     | 1944      |
| Sport Boys                      | Perú     | 1946      |
| Selección de fútbol de Colombia | Colombia | 1946      |
| Atlético Chalaco                | Perú     | 1947      |
| Sport Boys                      | Perú     | 1948      |
| Sporting Tabaco                 | Perú     | 1949-1950 |
| Atlético Chalaco                | Perú     | 1951      |

## Selecciones

### Selección Colombiana
| Juegos Centroamericanos                | Sede     | Resultado |
| -------------------------------------- | -------- | --------- |
| V Juegos Centroamericanos y del Caribe | Colombia | Primero   |

### Selección Peruana
| Campeonato Sudamericano      | Sede    | Resultado |
| ---------------------------- | ------- | --------- |
| Campeonato Sudamericano 1947 | Ecuador | Quinto    |

## Palmarés

### Como jugador
| Título           | Club             | País | Año  |
| ---------------- | ---------------- | ---- | ---- |
| Primera División | Atlético Chalaco | Perú | 1930 |

### Como entrenador
| Título                                 | Club                            | País     | Año  |
| -------------------------------------- | ------------------------------- | -------- | ---- |
| Primera División                       | Sport Boys                      | Perú     | 1942 |
| V Juegos Centroamericanos y del Caribe | Selección de fútbol de Colombia | Colombia | 1946 |
| Primera División                       | Club Atlético Chalaco           | Perú     | 1947 |